# Jesziwa Har ha-Mor
Har ha-Mor (hebr. ‏ישיבת הר המור‎, Jesziwat Har ha-Mor) – narodowo-ortodoksyjna jesziwa założona w 1997 roku przez rabina Cwiego Taua oraz uczniów rabina Cwi Jehudy Kuka na osiedlu Har Homa we Wschodniej Jerozolimie po rozłamie, do jakiego doszło w jesziwie Merkaz ha-Raw.

## Tło powstania
Po śmierci ,stojącego na czele jesziwy Merkaz ha-Raw, Cwiego Jehudy Kuka w 1982 roku, doszło do sporów personalnych pomiędzy Cwim Tauem oraz Awrahamem Szapirą. Tau był jednym z oddanych uczniów Kuka i nie chciał zaraz po jego śmierci zajmować się sprawami administracyjnymi i fiskalnymi jesziwy. Wobec tego swoją pozycję umocnił rabin Szapira i zablokował konkurentowi możliwości awansu na stanowiska kierownicze w Merkaz ha-Raw. Tau przestał otrzymywać pensję i zaczął wykładać w swoim domu. W 1997 roku doszło do kolejnego sporu. Szapira chciał stworzyć kolegium dla nauczycieli studiów żydowskich w ramach jesziwy. Tau i jego zwolennicy uważali, że jesziwa jest miejscem szczególnym i nie ma w niej miejsca na świeckie nauczanie. Doprowadziło to do rozłamu i odejścia z Merkaz ha-Raw rabina Taua oraz osób go popierających. Założyli oni nową jesziwę – Har ha-Mor.

## Możliwości studiowania
Jak informuje strona główna jesziwy, kontynuuje ona nauki Awrahama Jicchaka Kuka oraz Cwi Jehudy Kuka. Celem, jaki zakłada sobie Har ha-Mor, jest duchowy rozwój narodu żydowskiego, Państwa Izrael i zakorzenienie w nich wartości Tory. Jesziwa zapewnia:
- studia nad Gemarą. Program nauczania jest tak ułożony, aby uczniowie rano i po południu studiowali traktaty nauczane w jesziwie.
- studia nad wiarą. Polegają na poświęceniu kilku godzin codziennie na naukę Tory, aby zgodnie z zaleceniem Awrahama Kuka, umacniać studia nad Torą. Biblioteka jesziwy zapewnia możliwość studiowania nauk obu rabinów Kuków[1].

## Bet Midrasz
W budynku jesziwy uczy się 550 studentów, z czego 290 to tzw. awrechim, czyli studenci jesziwy po ślubie. Wszyscy uczniowie mają możliwość połączenia studiów nad świętymi pismami ze służbą wojskową.
Budynek posiada kilka sal do nauki i bibliotekę. Na terenie znajdują się dwa internaty, kuchnia, jadalnia i sala bankietowa.
W 2017 roku odbyło się oficjalne otwarcie budynku jesziwy na stałe. W ceremonii wzięło udział 4000 osób i główni rabini z całego Izraela.

## Polityka
W kampanii wyborczej w 2015 roku rabin Cwi Tau został poproszony o wsparcie dla wspólnej listy Jachad Eliego Jiszaja i Żydowskiej Siły Micha’ela Ben Ariego. W trakcie negocjacji z rabinem Me’irem Mazuzem o wsparcie „ludzi Kahanego” Tau w ostatecznie poparł koalicję wybrczą.
W trakcie wyborów lokalnych w 2018 roku w Izraelu rabin Jehoszua Cukerman poparł kandydaturę Ze’ewa Elkina na prezydenta Jerozolimy. Narodowo-religijny kandydat Likudu uznany został za „człowieka Tory, u którego dane słowo jest słowem”. Z kolei kandydat Szasu Mosze Li’on otrzymał poparcie od rosz jesziwy Har ha-Mor rabina Ami’ela Szternberga, co zadecydowało o ostatecznym poparciu jesziwy dla niego.
7 lipca 2019 roku z inicjatywy rabina Taua została powołana do życia partia No’am. Ruch ten wynikał z rozczarowania kierownictwa jesziwy z niedostatecznie konserwatywnej polityki, jaką prowadziły Żydowski Dom i Unia Narodowa. Nowa partia sprzeciwia się działalności ruchów LGBT oraz postępującej laicyzacji społeczeństwa. Według Taua doprowadza to do oderwania Żydów od ich korzeni.